# 灌丛溲疏
灌丛溲疏（学名：Deutzia rehderiana），为虎耳草科溲疏属下的一个植物种。